# Naurui Wikipédia
A naurui Wikipédia (naurui nyelven: Wikipediya Naoero) a Wikipédia nyílt internetes enciklopédia naurui nyelvű változata. 2003 augusztusában indult, 2005 júniusában született meg a 100. szócikk, 2014 júniusában pedig az 1000. szócikk.